# 핀란드 해방함 일마리넨
일마리넨(핀란드어: Ilmarinen)은 핀란드의 해방함으로, 배이내뫼이넨급 해방함의 2번함이며 제2차 세계 대전 당시 핀란드 해군의 기함이었다.
처음 진수되고 얼마간 바사 근처의 항구들을 오가는 짧은 항해를 하고 다녔다.
겨울전쟁이 발발하자 일마리넨 호와 그 자매함 배이내뫼이넨 호는 올란드 제도로 파견되어 해상을 통한 침공의 가능성에 대비했다. 국제연맹에 의해 올란드 제도는 평화시 비무장 지대로 지정되어 있었기에 핀란드 해군은 서둘러 자원을 실어날랐다.
1939년 12월 발트해가 해빙에 덮이기 시작하자 올란드 제도에 대한 위협은 다소 완화되었다. 쌍둥이 해방함은 투르쿠에 기항하여 도시를 지키는 방공전에 일조했다. 소련 폭격기가 배들을 포착하지 못하게 하려고 흰 칠을 했지만 여러 번 항공기의 표적이 되어 승조원 1명이 죽고 여러 명이 다쳤다.
계속전쟁 때 쌍둥이 해방함은 1941년 7월에서 11월 사이에 다섯 차례에 걸쳐 항코 반도의 소련군 기지에 포격을 가했고, 1941년 7월 12일 일마리넨은 독일 융커스 Ju 88 기들이 한바탕 폭격한 뒤의 태크톰의 소련 공군기지에 20회 포격을 했다.
1941년 9월 13일, 쌍둥이 해방함은 독일군의 북풍 작전에 참여했다. 이 작전에서 독일군은 에스토니아 사레마섬과 히우마섬을 점령했는데, 쌍둥이 해방함을 비롯한 핀란드와 독일 군함들은 소련 함대를 유인해내는 양동을 맡았다. 소련 함대는 유인에 당했음을 끝까지 눈치채지 못했고, 우퇴 남쪽 25 해리 지점에서 복귀 명령이 내려왔다. 소해정들이 대열 앞에 서 기뢰를 제거했지만, 완전히 제거하지 못해 기뢰 몇 개가 흘러들어왔다. 일마리넨의 기뢰방어기에 기뢰가 한 개 또는 두 개 닿았고 뒤이어 배가 선회하자 기뢰가 선체 바닥에 들러붙어 폭발했다. 폭발 결과 선체에 커다란 구멍이 생겼고 그리로 해수가 쏟아져 들어왔다. 일마리넨은 단 7분만에 침몰했다. 승조원 중 생존자는 132명, 사망자는 271명이었다. 사망자는 대부분 선체 안에 갇힌 채 배와 함께 가라앉았다.
단 두 척 있는 주력함 중 하나인 일마리넨의 침몰은 핀란드 해군에게 너무나도 큰 손실이었다. 군 상층부는 일마리넨의 침몰을 기밀에 부쳤으나 스웨덴 언론에서 사건을 발표하고 뒤이어 핀란드 언론까지 타게 되면서 소련도 침몰 사실을 알게 되었다.
침몰한 일마리넨은 1990년 발견되었다. 수심 70 미터 지점에 거꾸로 뒤집힌 채 뻘에 뒤덮여 있었다. 15 킬로미터 떨어진 곳에 MS 에스토니아의 난파선이 있다.